# Villaquirán de los Infantes
Villaquirán de los Infantes là một đô thị trong tỉnh Burgos, Castile và León, Tây Ban Nha. Theo điều tra dân số 2004 (INE), đô thị này có dân số là 187 người.